# Malu (Giurgiu)
Malu è un comune della Romania di 2 556 abitanti, ubicato nel distretto di Giurgiu, nella regione storica della Muntenia.